# DIY (album)
DIY è il terzo album in studio del duo italiano Psicologi, composto da Lil Kvneki e Drast. Pubblicato il 29 novembre 2024 per l'etichetta Bomba Dischi e distribuito da Universal Music Italia, segna il ritorno del gruppo dopo una pausa durante la quale entrambi i membri hanno intrapreso carriere soliste.

## Descrizione
Con una durata complessiva di circa 34 minuti, DIY esplora sonorità che spaziano tra pop alternativo, indie e urban, mantenendo l'approccio emotivo e generazionale tipico degli Psicologi. Il titolo dell'album, acronimo di "Do It Yourself", riflette l'attitudine indipendente e l'autenticità che caratterizzano il duo.
L'album contiene 13 tracce, tra cui una collaborazione con il rapper Nayt.

## Tracce
1. Croce – 3:40
2. La macchina – 2:44
3. Oh mama – 2:27
4. Puro caos (feat. Nayt) – 2:52
5. Piscina Skit – 1:24
6. Piccoli brividi – 2:07
7. L'unica cosa – 3:19
8. O mai – 3:01
9. B&B – 2:17
10. Il passo – 2:35
11. Chiamami – 2:17
12. Piccolo mondo – 2:20
13. Spera ancora – 2:49